# Amapá (P-32)
Amapá (P-32) — корабель ВМС Бразилії типу «Рорайма», який виконує функцію річкового патрульного корабля. Фактично являє собою річковий канонерський човен.
Побудований на верфі MacLaren Estaleiros e Serviços Marítimos, em Niteróiу Нітерої, була спущена на воду 10 березня 1974 року і включена у склад ВМС 12 січня 1976 р., з тих пір діє у водах басейну річки Амазонка.

## Походження назви
Ім'я корабля обране на честь бразильського штату Амапа. Amapá також є амазонським деревом, яке належить до сімейства Apocinaceous (Hancornia Amapá).
Це третій корабель ВМС Бразилії, який носить це ім'я. Попередниками були річковий канонерський човен 1904 року, та канонерський човен 1912 року.

## Місія
Він підпорядкований 9-му військово-морському округу та Амазонській флотилії (FlotAM), що базуються на Манаус.
«Patrolheiro da Amazônia» керується девізом «Патруль, захист та інтеграція».

## Технічні характеристики
- Водотоннажність: 340 тонн (стандарт), 365 тонн (завантажений).
- Розміри: 46,3 м довжини, 8,45 м ширини та 1,37 м осадки.
- Рушій:
  - 2 6-циліндрові дизельні двигуни V 616 / 18TL, дизельні двигуни VOLVO PENTA, що створюють 1825   к.с.
- Швидкість: 17,5 вузлів (максимум).
- Радіус дії: 6000 морських миль на 11 вузлів, автономія 30 днів.
- Озброєння:
  - 1 гармата Бофорс L / 70 з 40   мм;
  - 4. кулемети (12.7   мм);
  - 2 міномети з 81 мм;
  - 2 кулемети .50;
  - 2 кулемети «Ерлікон» 20   мм.
- 2 LAR — швидкісні катери
- Екіпаж: 48 чоловіків (5 офіцерів).
- Інше обладнання:
  - кабінет лікаря;
  - стоматологічний кабінет;
  - лазарет.[1]